# Yorkana
Yorkana és una població dels Estats Units a l'estat de Pennsilvània. Segons el cens del 2000 tenia 239 habitants.

## Demografia
Segons el cens del 2000, Yorkana tenia 239 habitants, 95 habitatges, i 66 famílies. La densitat de població era de 512,7 habitants per km².
Dels 95 habitatges en un 33,7% hi vivien nens de menys de 18 anys, en un 63,2% hi vivien parelles casades, en un 5,3% dones solteres, i en un 29,5% no eren unitats familiars. En el 27,4% dels habitatges hi vivien persones soles el 10,5% de les quals corresponia a persones de 65 anys o més que vivien soles. El nombre mitjà de persones vivint en cada habitatge era de 2,52 i el nombre mitjà de persones que vivien en cada família era de 3,01.
Per edats la població es repartia de la següent manera: un 25,5% tenia menys de 18 anys, un 7,9% entre 18 i 24, un 30,5% entre 25 i 44, un 25,5% de 45 a 60 i un 10,5% 65 anys o més.
L'edat mediana era de 37 anys. Per cada 100 dones de 18 o més anys hi havia 95,6 homes.
La renda mediana per habitatge era de 45.278$ i la renda mediana per família de 43.125$. Els homes tenien una renda mediana de 38.333$ mentre que les dones 19.688$. La renda per capita de la població era de 16.599$. Entorn del 2,9% de les famílies i el 2,1% de la població estaven per davall del llindar de pobresa.

## Poblacions més properes
El següent diagrama mostra les poblacions més properes.